# Große Mühle (Danzig)

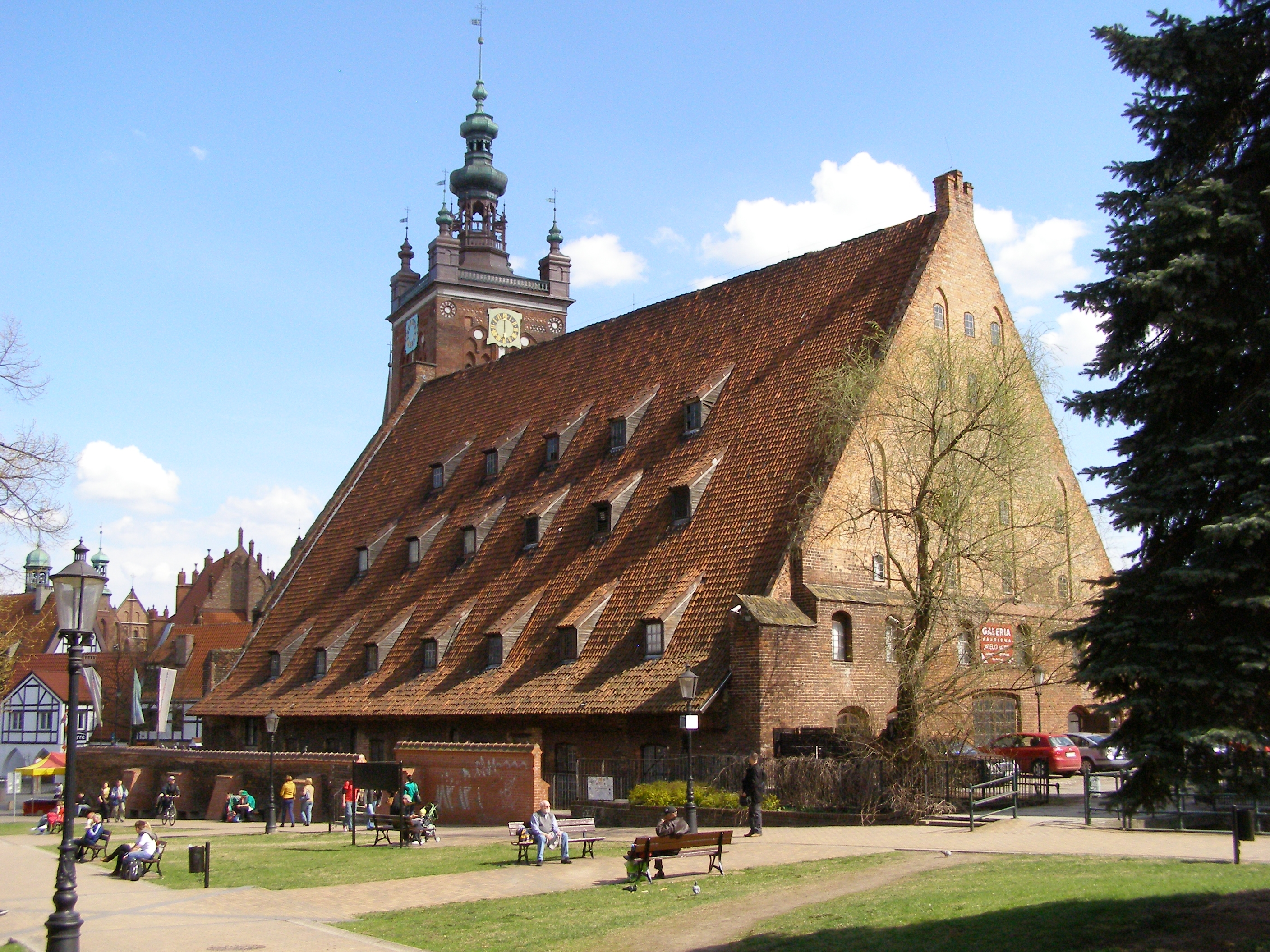
Die Große Mühle

Die Große Mühle (polnisch Wielki Młyn) auf der Radaune-Insel in der Altstadt von Danzig gehört zu den größten Wirtschaftsbauten des Mittelalters.

## Geschichte
Das Backsteingebäude wurde im 14. Jahrhundert durch den Deutschen Orden errichtet, der auch den Radaunekanal erbaut hatte, dessen Wasser die Mühle bis 1945 antrieb. Die Mühle wurde anfangs durch zwölf, später durch 18 große Mühlräder angetrieben.
Heute befindet sich in der im Krieg ausgebrannten Großen Mühle das Bernsteinmuseum.